# Microrregión de Tijucas
La microrregión de Tijucas es una de las microrregiones del estado brasileño de Santa Catarina perteneciente a la mesorregión Gran Florianópolis. Su población fue censada 2010 por el IBGE en 91.909 habitantes y está dividida en siete municipios. Posee un área total de 2.127,692 km².

## Municipios
- Angelina
- Canelinha
- Leoberto Leal
- Major Gercino
- Nova Trento
- São João Batista
- Tijucas

- Datos: Q2289381